# Palazzo Stub
Palazzo Stub è un palazzo di Livorno, sito in via Castelli, all'esterno del Rivellino di San Marco.

## Storia
Le origini del palazzo, attribuito al disegno di Riccardo Calocchieri, risalgono all'urbanizzazione delle aree esterne al Rivellino di San Marco; qui, in un lotto di terreno compreso tra il Fosso Reale ed il Canale dei Navicelli, Gherardo Stub fece costruire, precedentemente al 1829, la propria dimora; essa si inseriva nei pressi della Porta San Marco, il varco realizzato dai francesi alla fine del suddetto rivellino.
La famiglia Stub, originaria della Norvegia, nei primi anni dell'Ottocento si era trasferita a Livorno, dove aveva avviato una consistente attività commerciale di materiale ligneo per armature navali.
Successivamente, Gherardo Stub fu eletto console generale di Svezia e Norvegia (1846), mentre il figlio Araldo divenne consigliere della Cassa di Risparmio di Livorno.
Proprio a seguito di una iniziativa della Cassa di Risparmio, tesa alla realizzazione di un asilo per bambini di sesso maschile e femminile, nel 1887 il palazzo fu ceduto allo stesso istituto bancario e divenne sede degli "Asili infantili della Cassa di Risparmi di Livorno". Successivamente, nel corso del XX secolo fu destinato ad ospitare un istituto scolastico (l'Avviamento Industriale).
Risparmiato dai bombardamenti della seconda guerra mondiale, dal 1993, dopo un impegnativo restauro, è sede della Compagnia D'Alesio, una società attiva soprattutto nel trasporto di prodotti petroliferi e nel loro stoccaggio in ambito portuale.

## Descrizione
Palazzo Stub si inserisce in un lotto di terreno non distante dal quartiere della Venezia Nuova e compreso tra il fosso esterno al Rivellino di San Marco ed il Canale dei Navicelli.
Il complesso si eleva su tre piani fuori terra ed è affiancato da due corti, chiuse verso la strada mediante alti muraglioni, integrati uniformemente nel prospetto dell'edificio.
La facciata principale, sulla via Castelli, presenta un'architettura sobria, con richiami tardo-rinascimentali; l'apparato decorativo si esaurisce nelle cornici modanate che circondano le aperture vetrate, mentre la parte centrale del complesso è sottolineata da un ampio balcone, sul quale affacciano gli ambienti del primo piano.
L'interno si sviluppa attorno ad un vasto atrio, articolato per mezzo di colonne che sostengono un soffitto a cassettoni. Da qui, una scala monumentale conduce ai piani superiori, che rispecchiano in buona parte la configurazione originaria del palazzo.